# Stolařka
Stolařka (lidově Kačeňák) je rybník v katastru města Bzenec. Má rozlohu 25 hektarů a byl založen v roce 1572. Nachází se mezi soutokem Moravy se Syrovinkou a křížením železničních tratí 330 a 340. Je obklopen borovým lesem. Slouží k chovu ryb, na jižním břehu je drůbeží farma. Hnízdí zde vodní ptactvo, např. volavka popelavá.[zdroj?]
Poblíž se nachází přírodní památka Vypálenky.